# 泰列格尼
『泰列格尼』是古希臘的史詩，依內容的年代順序，是描寫特洛伊戰爭的『奧德賽』的後日談。全2卷，但是現僅存斷片。也譯特勒哥尼亞。

## 概要
作者是斯巴達的西尼松或昔蘭尼的歐加蒙。若作者是歐加蒙，創作年代可能在前631年或更早。此作品影響了希吉努斯的『神話集』、但丁的『神曲』。

## 脚注
1. ↑  Edmund D. Cressman remarks (Cressman, "Beyond the Sunset" The Classical Journal 27.9 (June 1932:669-674], p 671).